# Верба лозова

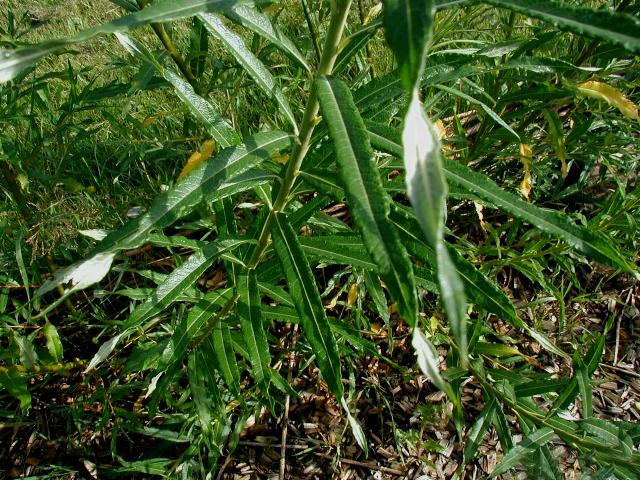
Однорічний пагін верби прутовидної

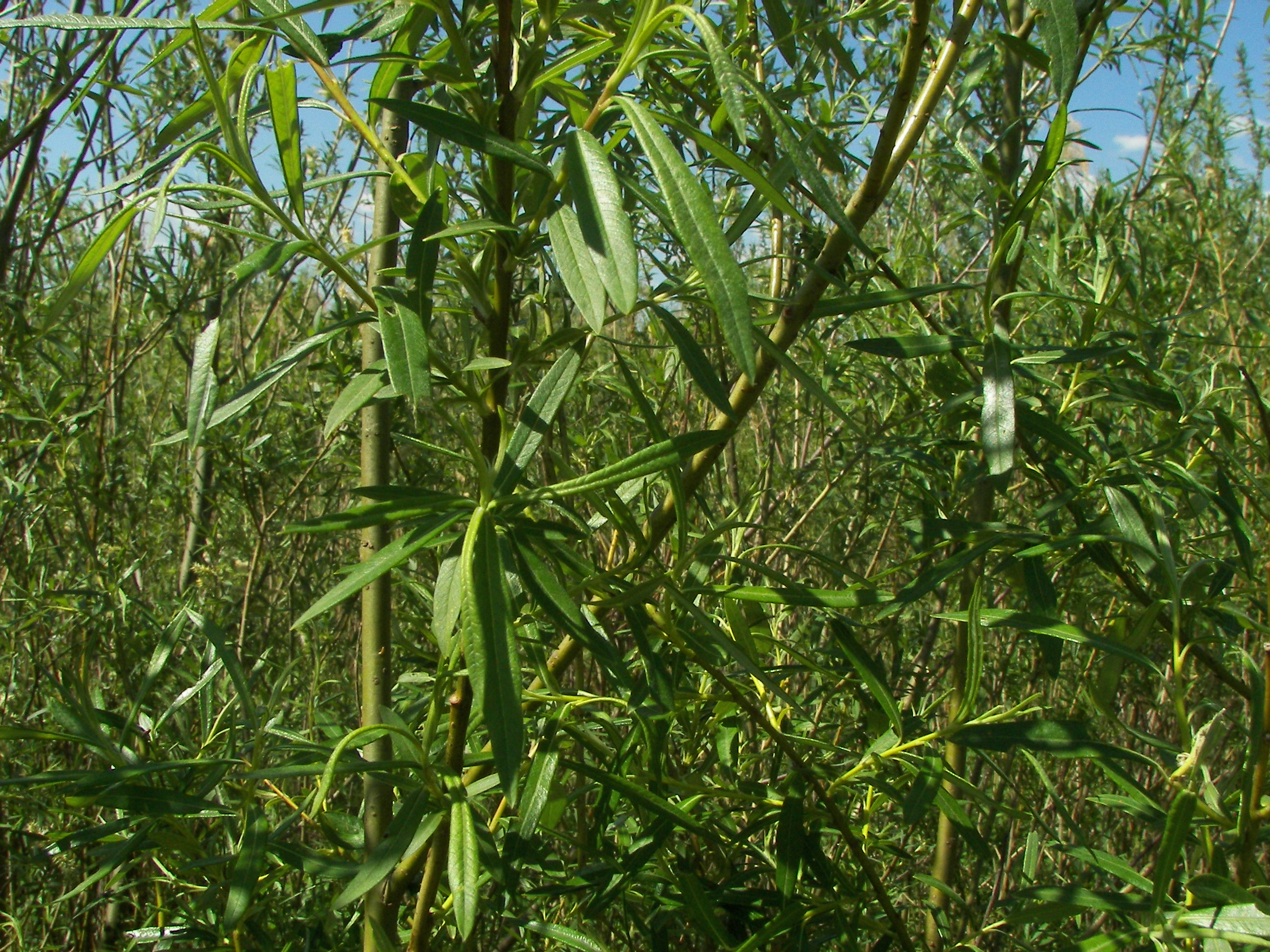
Кущ верби прутовидної

Верба лозова, верба́ кошика́рська, верба́ прутови́дна (Salix viminalis L.) — багаторічна рослина родини вербових.

## Загальна біоморфологічна характеристика
Високий кущ (до 5 м заввишки) з прямостоячими гілками. Молоді пагони сіруватоопушені, інколи голі. Листки лінійно-ланцетні, гострі, з загорнутими вниз краями, цілокраї, зісподу шовковистоопушені. Сережки товсті, пухнасті, майже сидячі.
Росте по берегах річок, озер, переважно на Поліссі. Світлолюбна рослина. Цвіте у березні — квітні.

## Енергетична сировина
В помірних кліматичних зонах, в яких знаходиться Україна, сорти верби лозової завдяки їхньому швидкому росту та легкості вирощування розглядаються як цінний паливний матеріал у подрібненому вигляді. Паливно-енергетична сировина — паливні брикети, гранули, щепа, пресоване тверде паливо для тліючих твердопаливних котлів.